# Hyles cyparissias
Hyles cyparissias är en fjärilsart som beskrevs av Johann Gottlieb Gleditsch 1775. Hyles cyparissias ingår i släktet Hyles och familjen svärmare. Inga underarter finns listade i Catalogue of Life.